# Cephalotes jamaicensis
Cephalotes jamaicensis é uma espécie de inseto do gênero Cephalotes, pertencente à família Formicidae.